# Glashütte Herzogau
Die Glashütte Herzogau war eine wirtschaftsgeschichtlich bedeutende Glashütte in der Hofmark Herzogau bei Waldmünchen im Landkreis Cham in der Oberpfalz (Bayern).

## Geschichte
Für die Umgebung von Waldmünchen war die Glaserzeugung in der Vergangenheit von enormer wirtschaftlicher Bedeutung. Vor allem der Aufschwung des Glasgewerbes im 19. Jahrhundert prägt die Gegend zwischen Waldmünchen und Furth im Wald bis heute. Mehrere Orte im Ulrichsgrüner Tal führen ihre Entstehung auf Glashüttengründungen zurück. Die Herzogauer Glashütte nimmt dabei schon wegen ihres langen Bestehens eine herausragende Stellung ein. Als eine der ältesten Glashütten der Umgebung war sie Ausgangspunkt für die wirtschaftliche Erschließung und Besiedelung des Landstrichs an der Grenze zu Böhmen. Darüber hinaus ist sie mit bekannten Namen aus der Glasgeschichte eng verbunden. Als Betreiber finden sich etwa die Bock und Werner, während die Familien Nachtmann und Hirsch hier zum ersten Mal als Glasmacher in Erscheinung traten. 
Gebhard Ruhland, vormaliger Pfleger von Waldmünchen, gründete 1579 in der oberen Herzogau auf der heutigen Flur "Ochsenweide" eine Glashütte, nachdem er bereits 1575 den Ort erworben hatte. Erzeugt wurden Tafel- und Hohlglas. Im Jahr 1597 wird erstmals ein Johann Nachtmann als Glasmacher auf Herzogau genannt. Nach dem Tod von Gebhard Ruhland übernahm 1612 sein Schwiegersohn Nikolaus Perschen die Leitung der Hütte. Zum Besitz gehörten damals 38 Tagwerk Felder, 67 Tagwerk Wiesen, sowie 27 Häusler und 6 Inleute. Im Herbst 1614 brannte die Hütte ab.
Am 12. Mai 1615 erwarb der Nürnberger Patrizier Jakob Geuder von Heroldsberg das Glashüttengut. Als Ersatz für die abgebrannte Hütte wurde die "Obere Hütte" im heutigen Ort Althütte erbaut und an den Glasmeister Johann Bock verpachtet. Wegen finanziellen Schwierigkeiten musste Bock die Hütte 1659 an Georg Werner, Glasmeister in Obergrafenried, abgeben. Als einer der bei Werner beschäftigten Glasmacher wird 1661 ein Georg Hirsch genannt. 1682 verkauft Georg Werner an seinen Vetter Johann Werner, Glasmeister in Schwarzach und dessen Ehefrau Maria Salome, geborene von Voithenberg. Die neuen Besitzer verlegten die Hütte noch im gleichen Jahr zum benachbarten Posthof. Nach dem Tod von Johann Werner hatte seine Witwe Johann Georg von Wildenau geheiratet. Nach ihm hieß die Hütte nun "Wildenauer-Hütte".
Durch die Grenzregulierungen von 1708 fiel der Ort Posthof bis 1764 an Böhmen. Um 1718 wurde die Glashütte auf bayerisches Gebiet verlegt, wo sich am neuen Standort die Siedlung Unterhütte entwickelte. Nachdem Wildenau gestorben war, verkaufte seine Witwe die Glashütte und das ganze Glashüttengut 1722 an ihren Bruder Adam Ernst von Voithenberg. 1728 übernahm Johann Zacharias I. Voith von Voithenberg den Besitz. Er stellte vorwiegend Trinkgläser und Butzenscheiben mit einem Durchmesser von 14 bis 22 cm her. Im Jahre 1751 übergab er das Landsassengut Herzogau an seinen Sohn Josef Ferdinand, der die Kirche St. Anna und Sebastian und das Benefiziatenhaus erbauen ließ. Für den Eigenbedarf und die Belieferung der Untertanen gründete er 1773 eine Brauerei, der ab 1791 freier Absatz bewilligt wurde. Die immer bedrohlicher werdende Verknappung von Brennholz führte zu langjährigen Auseinandersetzungen mit Ämtern und Nachbarn wegen des Holzbezugs. Selbst Kurfürst Max Joseph bemühte sich um eine Beilegung des Konflikts, welche 1774 zustande kam. 
Als 1797 Zacharias II. die Hofmark Herzogau übernahm, waren in Unterhütte 75 Glasmacher mit ihren Familien ansässig. Er ließ 1801 in Öd eine weitere Glashütte errichten, die ursprünglich Ödhütte, dann Voithenbergöd und später Voithenberghütte genannt wurde. Zunächst erzeugte man hier Spiegelglas. Pächter waren der Spiegelfabrikant Fischer aus Erlangen und ab 1845 dessen Schwiegersohn Johann Anton Ziegler aus Kreuzhütte. Bei Gleißenberg ging 1804 die Kesselhütte in Betrieb, wo Glasmacher aus Böhmen bis 1882 ebenfalls Spiegelglas für von Voithenberg herstellten. In jener Zeit waren Tafel- und Spiegelglas gefragte Exportartikel, da Amerika seinen wegen der enormen Siedlungstätigkeit stark gestiegenen Bedarf noch nicht selbst decken konnte. In einem Verzeichnis des bayerischen Finanzministeriums aus dem Jahr 1818 heißt es über die Betriebe des Freiherrn von Voithenberg: „Sie sind von großer Bedeutung und ernähren eine Menge Arbeiter, und liefern alle Arten von Glas, mit Ausnahme großer Spiegel.“ Es müssen in Herzogau auch Paterl (Glasperlen) hergestellt worden sein, da Schmeller in seinem Bayerischen Wörterbuch (1827) dies erwähnt. Paterl aus Herzogau wurden in alle Welt, zum Beispiel über Holland bis nach China exportiert. Im Laufe des 19. Jahrhunderts nahmen in der Umgebung neun Glas-Schleif- und Polierwerke ihren Betrieb auf, von denen zwei zum Glashüttengut Herzogau gehörten. In diesen Werken wurden die Glastafeln plan geschliffen und dann poliert. Zur Weiterverarbeitung transportierte man sie nach Fürth, wo sie mit Metallfolie belegt wurden. Von dort gingen die fertigen Spiegel über den weltweit vertretenen Fürth-Nürnberger Spiegelhandel in alle Weltteile. Eine weitere Glashütte im Ulrichsgrüner Tal betrieben ab 1825 Emanuel von Lenk, und dann von 1872 bis 1919 die Familie Frank im heutigen Ort Lenkenhütte.
Mit Johann Nepomuk von Voithenberg übernahm 1821 die nächste Generation das Glashüttengut Herzogau. Ab 1834 pachtete der Glasschneider (Graveur) Michael Nachtmann die Unterhütte und erzeugte mit 25 Glasmachern Trinkgläser, Flaschen und Krüge. Ab 1851 führte Franz Xaver Nachtmann den Betrieb und verlegte ihn nach Ödhütte (Voithenberghütte). Nachtmann ging dann 1866 mit 45 Mitarbeitern nach Seebachhütte bei Bayerisch Eisenstein. Danach war die Voithenberghütte bis zu ihrer Schließung 1904 an die Firma Tritschler und Winterhalder in Lambach verpachtet.
Aufgrund von enormen Absatzschwierigkeiten seit den 1860er Jahren, unter anderem wegen der Abgelegenheit der Hütten, wurde die Unterhütte, welche zuletzt an Schiedermeier und Schwarz verpachtet war, 1882 stillgelegt.